# Scutellaria integrifolia
Scutellaria integrifolia är en kransblommig växtart som beskrevs av Carl von Linné. Scutellaria integrifolia ingår i Frossörtssläktet som ingår i familjen kransblommiga växter. Inga underarter finns listade i Catalogue of Life.

## Bildgalleri

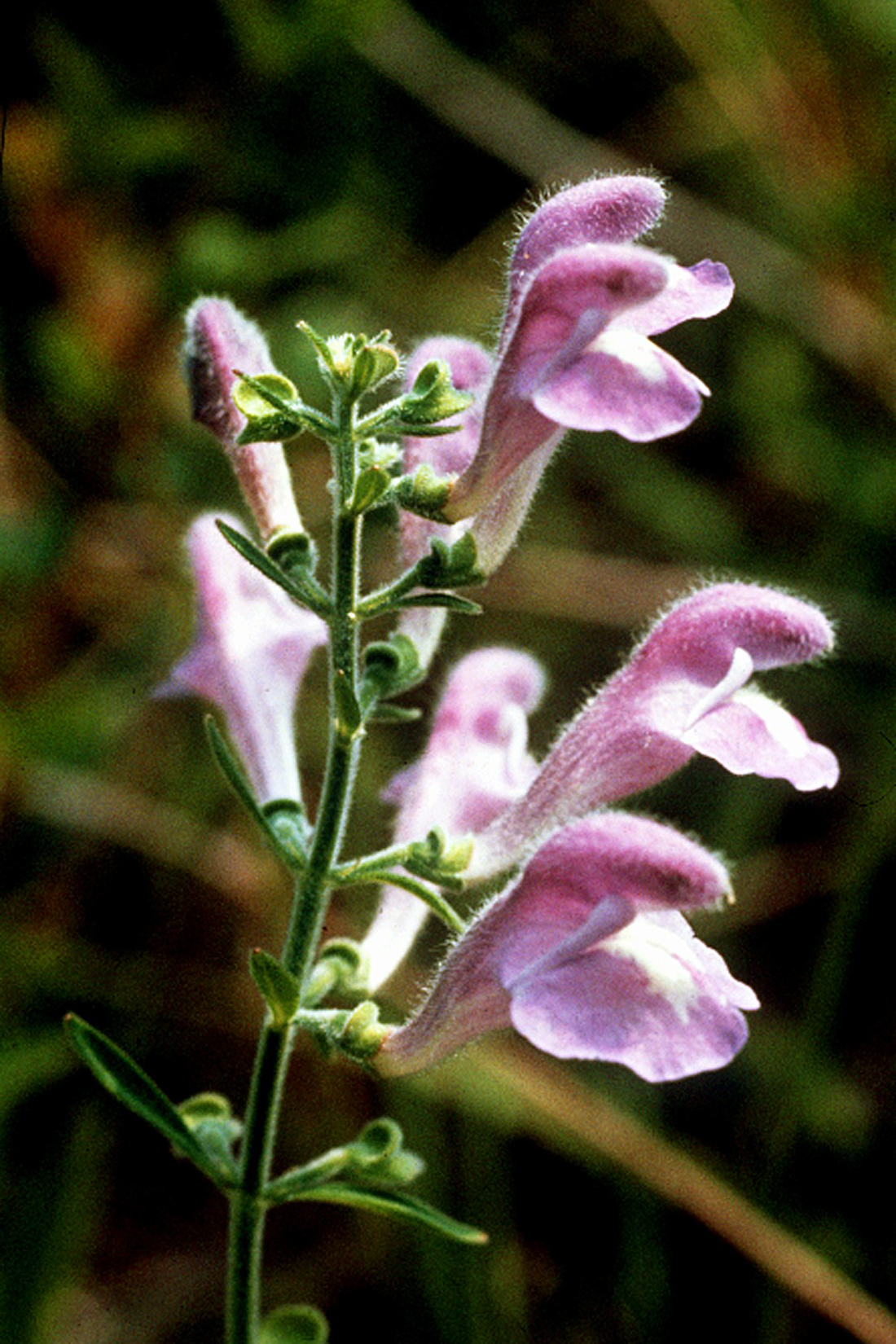
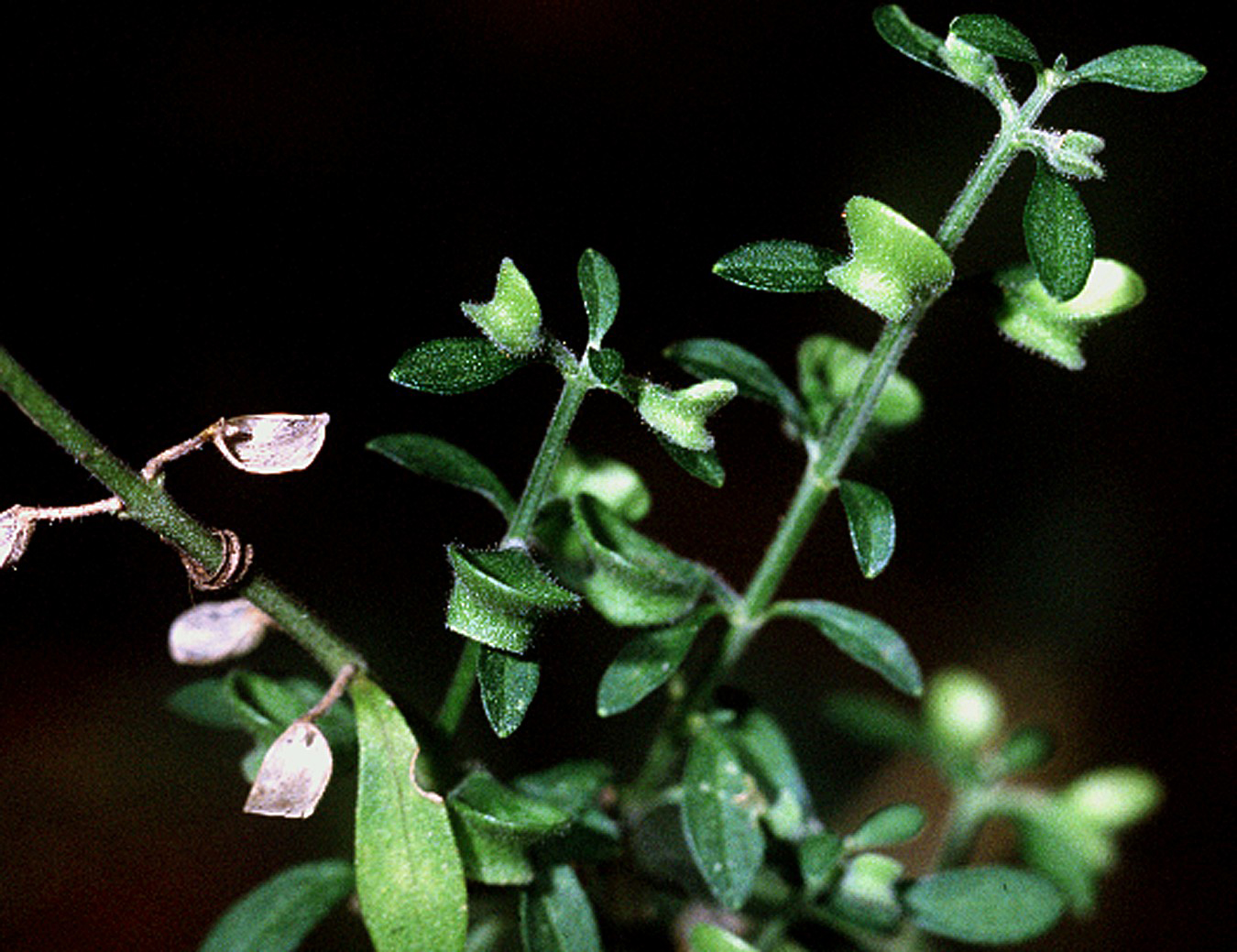